# Nienborstel
Nienborstel est une commune allemande du Schleswig-Holstein, située dans l'arrondissement de Rendsburg-Eckernförde (Kreis Rendsburg-Eckernförde), à 18 kilomètres au sud de la ville de Rendsburg. Nienborstel est l'une des 30 communes de l'Amt Mittelholstein (« Moyen-Holstein ») dont le siège est à Hohenwestedt.